# فوبوس ۲
فوبوس ۲ (به روسی: Фобос 2) و (انگلیسی: Phobos 2)، یک کاوشگر فضایی اتحاد جماهیر شوروی بود که برای کاوش و بررسی قمرهای مریخ، فوبوس و دیموس طراحی شده‌است. فوبوس ۲ آخرین فضاپیمای طراحی‌شده توسط اتحاد جماهیر شوروی تا امروز بود.